# DØNHO
Danske Øre-Næse-Halslægers Organisation (DØNHO) indgår i Foreningen af Speciallæger (FAS).
Organisationen optager som medlemmer enhver læge, der er medlem af Lægeforeningen og i henhold til lov om udøvelse af lægegerning har opnået tilladelse til at betegne sig som speciallæge i oto-rhino-laryngologi.

## Ekstern henvisning
- Organisationens hjemmeside Arkiveret 30. oktober 2020 hos  Wayback Machine